# Crassula closiana
Crassula closiana (лат.) – вид суккулентных растений рода Толстянка (Crassula) семейства Толстянковые (Crassulaceae).

## Описание
Однолетние растения с вертикальными стеблями, достигающими высоты до 10 см. Листья имеют обратно-ланцетную форму, реже эллиптическую, длиной 2,4–10 мм и шириной 0,8–3,5 мм. Они могут быть тупыми, округлыми, реже острыми, плоскими или слегка выпуклыми сверху и слегка выпуклыми снизу.
Соцветие состоит из одного (редко нескольких) тирса, каждый обычно с 2 или 3 дихазиями и боковыми цветками верхушечных кистей, сидячих или почти сидячих при плодоношении. Цветки обычно 5-членные (редко 4-членные); доли чашечки треугольные, длиной 1,5–2,5 мм, заостренные, покрытые сосочками у верхнего края; венчик белого цвета, с более или менее красным оттенком, с яйцевидными лопастями, длиной 1,2–2 мм, острыми, раскидистыми; нектарные чешуи обычно Т-образные, длиной 0,3—0,4 мм, шириной 0,6—0,7 мм, от усеченных до слегка закругленных; плодолистики удлиненно-почковидные, с 18–22 семяпочками. Плоды — листовки, прямостоячие и гладкие, семена освобождаются через верхушечные поры; плодоножки редко превышают 18 мм; семена имеют длину 0,25–0,32 мм, с продольными гребнями и хорошо выраженными сосочками.

## Распространение
Австралия, Боливия, Чили, Мексика, Перу.

## Таксономия
Crassula closiana (Gay) Reiche, первое упоминание в Fl. Chile 2: 369 (1898).

### Синонимы
Гомотипные (основанные на одном и том же номенклатурном типе):
- Tillaea closiana Gay (1847)

Гетеротипные (основанные на разных номенклатурных типах):
- Crassula macbridei Steyerm. (1938)
- Crassula pedicellosa (F.Muell.) Ostenf. (1918)
- Tillaea latifolia (Rose) Calderón (1974)
- Tillaea macrantha var. pedicellosa F.Muell. (1881)
- Tillaea pedicellosa (F.Muell.) F.Muell. (1881)
- Tillaeastrum latifolium Rose (1911)